# グレゴリ・バルヒン
グレゴリ・バルヒン（Grigory Barkhin、1880年-1969年）は、ロシアの建築家で建築理論家。都市計画家。
オデッサ芸術専門学校と芸術アカデミーを卒業し、1909年から、モスクワ建築大学で教鞭を執る。また、1932年発足の建築家同盟の創立メンバーでもある。1933年から1938年まで、モスクワ市議会第4設計事務所所長として、トゥループナヤ広場から、オスタンキノ地区までの地区再開発計画を担当した。この計画は、1971年の綜合計画で実現する。

## 建築の代表作
- 日刊紙イズヴェスチャ本社ビル（Izvestiia Building, モスクワ, 1927年）